# Silvia Bächli
Silvia Bächli (Baden, 16 maart 1956) is een Zwitserse kunstenares die woont en werkt in Bazel en Parijs.

## Biografie
Bächli studeerde van 1976 tot 1980 aan de School of Design in Bazel en de École Superieure d'Arts Visuels in Genève. Sinds haar studies legt ze zich volledig toe op tekenen. Hiervoor gebruikt ze onder andere gouache, vetkrijt en inkt. Het belangrijkste element in haar werk zijn lijnen die, meestal in een verdunde zwarte waterkleur, zonder achtergrond op het papier worden gezet. Het werk van Silvia Bächli balanceert op de grens tussen figuratieve en abstracte kunst.
Sinds 1993 is ze professor aan de Staatliche Akademie der Bildenden Künste Karlsruhe.
In 2005 kocht ING België drie gouaches van Silvia Bächli aan om de privé-kunstcollectie aan te vullen.
Op de 53ste Biënnale van Venetië in 2009 vertegenwoordigde Silvia Bächli Zwitserland.